# Trochaloschema medvedevi
Trochaloschema medvedevi är en skalbaggsart som beskrevs av Nikolajev 1987. Trochaloschema medvedevi ingår i släktet Trochaloschema och familjen Melolonthidae. Utöver nominatformen finns också underarten T. m. vachshiana.